# Schenkelia benoiti
Schenkelia benoiti là một loài nhện trong họ Salticidae.
Loài này thuộc chi Schenkelia. Schenkelia benoiti được Fred R miêu tả năm 1975. Wanless & Clark.